# Diaptomus
Diaptomus är ett släkte av kräftdjur som beskrevs av John Obadiah Westwood 1836. Diaptomus ingår i familjen Diaptomidae.

## Bildgalleri

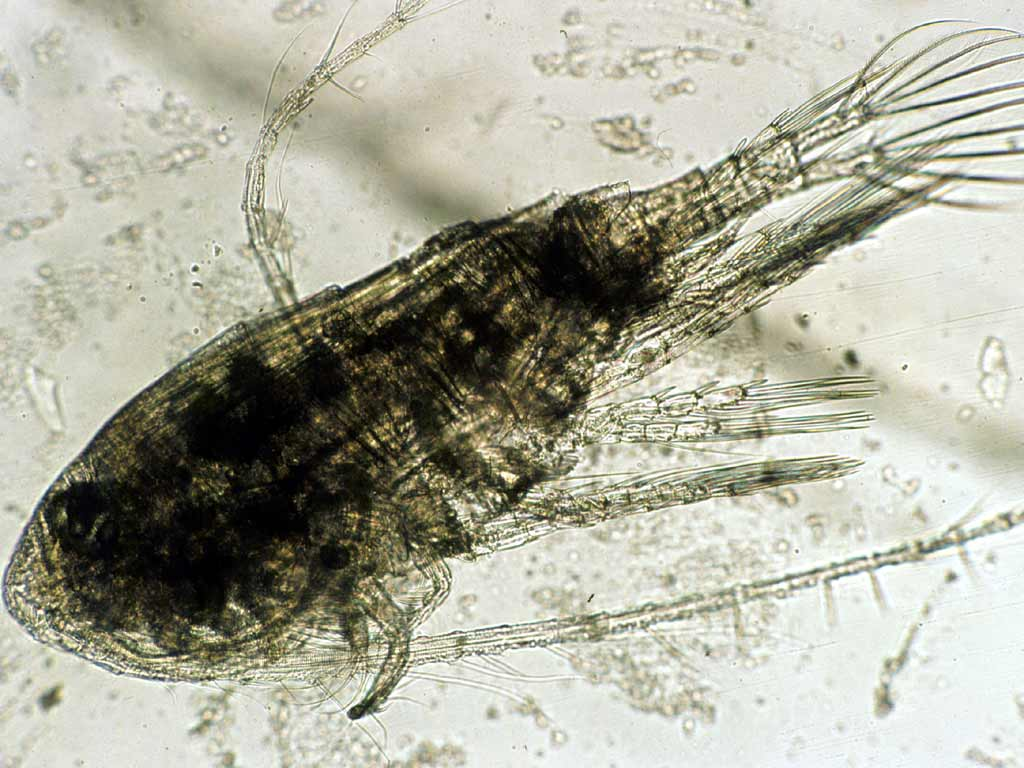

## Dottertaxa tillDiaptomus, i alfabetisk ordning[1][2]
- Diaptomus albuquerquensis
- Diaptomus augustaensis
- Diaptomus birgei
- Diaptomus bogalusensis
- Diaptomus breweri
- Diaptomus caducus
- Diaptomus castor
- Diaptomus clavipes
- Diaptomus clavipoides
- Diaptomus coloradensis
- Diaptomus conipedatus
- Diaptomus connexus
- Diaptomus dilobatus
- Diaptomus dorsalis
- Diaptomus eiseni
- Diaptomus floridanus
- Diaptomus forbesi
- Diaptomus franciscanus
- Diaptomus glacialis
- Diaptomus graciloides
- Diaptomus hesperus
- Diaptomus hirsutus
- Diaptomus judayi
- Diaptomus kenai
- Diaptomus kingsburyae
- Diaptomus kiseri
- Diaptomus leptopus
- Diaptomus lintoni
- Diaptomus lousianensis
- Diaptomus minutus
- Diaptomus mississippiensis
- Diaptomus moorei
- Diaptomus nevadensis
- Diaptomus novamexicanus
- Diaptomus nudus
- Diaptomus pallidus
- Diaptomus pribilofensis
- Diaptomus pygmaeus
- Diaptomus reighardi
- Diaptomus saltillinus
- Diaptomus sanguiensis
- Diaptomus saskatchewanensis
- Diaptomus schefferi
- Diaptomus shoshone
- Diaptomus sicilis
- Diaptomus siciloides
- Diaptomus signicauda
- Diaptomus spatulacrenatus
- Diaptomus spinicornis
- Diaptomus stagnalis
- Diaptomus trybomi
- Diaptomus tyrrelli
- Diaptomus wardi
- Diaptomus virginiensis